# Vladislav Akimenko
Vladislav Akimenko, född den 5 mars 1953 i Kiev, är en sovjetisk seglare.
Han tog OS-silver i tempest i samband med de olympiska seglingstävlingarna 1976 i Montréal.